# FRA1J
FRA1J‏ (None) هوَ بروتين يُشَفر بواسطة جين FRA1J في الإنسان.